# مت دی
مت دی (به انگلیسی: Matt Day) (زاده ۲۸ سپتامبر ۱۹۷۱) بازیگر استرالیایی است.
از کارهای معروف او می‌توان به بازی در فیلم دوستی با دشمن اشاره کرد.